# Atletica leggera maschile ai Giochi della X Olimpiade
Ai Giochi della X Olimpiade di Los Angeles 1932 sono stati assegnati 23 titoli nell'atletica leggera maschile.

## Calendario
| Gare       |              |            |              |             |                         |                         |                   |    |    |  |  |
| 100 m      | 100 m        | 200 m      | 200 m        | 400 m       | 400 m                   | Staffetta 4x100 m       | Staffetta 4x100 m | 23 |    |  |  |
| 400 m ost. | 400 m ost.   | 110 m ost. | 110 m ost.   |             |                         | Staffetta 4x400 m       | Staffetta 4x400 m | 23 |    |  |  |
|            | 800 m        | 800 m      | 1500 m       | 1500 m      |                         |                         |                   | 23 |    |  |  |
| 10.000 m   | 3000 m siepi | 5000 m     |              |             | 5000 m                  | 3000 m siepi            | Maratona          | 23 |    |  |  |
| Alto       |              | Lungo      | Asta         | Triplo      |                         |                         |                   | 23 |    |  |  |
| Peso       | Martello     |            | Disco        | Giavellotto |                         |                         |                   | 23 |    |  |  |
|            |              |            | Marcia 50 km |             | Decathlon (1ª giornata) | Decathlon (2ª giornata) |                   | 23 |    |  |  |
|            |              |            |              |             |                         |                         |                   |    |    |  |  |
| Titoli     | 3            | 3          | 2            | 5           | 3                       | 2                       | 2                 | 3  | 23 |  |  |

|  | Qualificazioni |  | Finali |

Il programma ripete per molti aspetti quello di Amsterdam: le gare si disputano in una settimana iniziando di domenica e terminando di domenica.

La struttura ripete quella originaria di Stoccolma 1912, con le variazioni apportate a Parigi nel 1924. Due sole variazioni:

- Gli 800 metri si disputano in due giorni, e non più in tre (com'era ormai d'abitudine). L'esperimento durerà solo per questa edizione e verrà abbandonato.
- Tra le batterie dei 3000 siepi e la finale passano cinque giorni: un'enormità.

Il programma dei lanci e dei salti è identico.

## Nuovi record
Gli otto record mondiali sono, per definizione, anche record olimpici.
| Nuovo record mondiale in | 8 specialità:  | 100 m, 400 m, 800 m, 400 hs, staffetta 4×100 m, staffetta 4×400 m, salto triplo e decathlon.                                       |
| Nuovo record olimpico in | 10 specialità: | 200 m, 1.500 m, 5.000 m, 10.000 m, 110 hs, maratona, salto con l'asta e getto del peso, lancio del disco e lancio del giavellotto. |

## Il rapido ricambio dei campioni
Dei 19 campioni dei Giochi di Amsterdam 1928 (i titoli furono 20, ma 100 m e 200 m ebbero lo stesso vincitore), la maggior parte non si è presentata per difendere il titolo. Dieci olimpionici di lingua inglese su 12 hanno abbandonato lo sport dilettantistico. Sono presenti:
- David Burghley (400 hs);
- Pat O'Callaghan (lancio del martello).

Oltre ad essi, sono presenti a Los Angeles solo altri due olimpionici, entrambi finlandesi:
- Harry Larva (1 500 m);
- Paavo Yrjölä (decathlon).

I restanti 5 non di lingua inglese:
- Ville Ritola (5 000 m), si è ritirato subito dopo i Giochi, a 32 anni;
- Paavo Nurmi (10 000 m), è passato alla maratona, ma è stato squalificato prima dei Giochi;
- Mikio Oda (salto triplo), dopo aver saltato 15,55 m in marzo, miglior misura stagionale mondiale, si è infortunato;
- Erik Lundqvist (lancio del giavellotto), ha contratto una malattia che lo ha costretto ad un temporaneo ritiro dalle competizioni;
- Non è chiara invece l'assenza di Toivo Loukola (3 000 siepi) che è in piena attività.

## Risultati delle gare
| Specialità | Oro                                                            | Risultato          | Argento                                                                 | Risultato    | Bronzo                                                                      | Risultato                 | Dettagli            |
| --- | -------------------------------------------------------------- | ------------------ | ----------------------------------------------------------------------- | ------------ | --------------------------------------------------------------------------- | ------------------------- | ------------------- |
| 100 m | Eddie Tolan                                                    | 10"3 (10"38)       | Ralph Metcalfe                                                          | 10"3 (10"38) | Arthur Jonath                                                               | 10"4 (10"50)              | Classifica completa |
| 200 m | Eddie Tolan                                                    | 21"2 (21"12)       | George Simpson                                                          | 21"4         | Ralph Metcalfe                                                              | 21"5                      | Classifica completa |
| 400 m | Bill Carr                                                      | 46"2 (46"28)       | Ben Eastman                                                             | 46"4 (46"50) | Alex Wilson                                                                 | 47"7                      | Classifica completa |
| 800 m | Tommy Hampson                                                  | 1'49"7 (1'49"70)   | Alex Wilson                                                             | 1'49"9       | Phil Edwards                                                                | 1'51"5                    | Classifica completa |
| 1.500 m | Luigi Beccali                                                  | 3'51"2 (3'51"20)   | Jerry Cornes                                                            | 3'52"6       | Phil Edwards                                                                | 3'52"8                    | Classifica completa |
| 5.000 m | Lauri Lehtinen                                                 | 14'30"0 (14'29"91) | Ralph Hill                                                              | 14"30"0      | Lauri Virtanen                                                              | 14'44"0                   | Classifica completa |
| 10.000 m | Janusz Kusociński                                              | 30'11"4 (30'11"42) | Volmari Iso-Hollo                                                       | 30'12"6      | Lauri Virtanen                                                              | 30'35"0                   | Classifica completa |
| 3.460 m siepi | Volmari Iso-Hollo                                              | 10'33"4            | Tom Evenson                                                             | 10'46"0      | Joe McCluskey                                                               | 10'46"2                   | Classifica completa |
| 110 m ostacoli | George Saling                                                  | 14"6 (14"57)       | Percy Beard                                                             | 14"7 (14"72) | Don Finlay Jack Keller                                                      | 14"8 (14"79) 14"8 (14"83) | Classifica completa |
| 400 m ostacoli | Bob Tisdall                                                    | 51"7 (51"67)       | Glenn Hardin                                                            | 51"9         | Morgan Taylor                                                               | 52"0                      | Classifica completa |
| Maratona | Juan Carlos Zabala                                             | 2h31'36"           | Sam Ferris                                                              | 2h31'55"     | Armas Toivonen                                                              | 2h32'12"                  | Classifica completa |
| Marcia 50 km | Tommy Green                                                    | 4h50'10"           | Jānis Daliņš                                                            | 4h57'20"     | Ugo Frigerio                                                                | 4h59'06"                  | Classifica completa |
| Salto in alto | Duncan McNaughton                                              | 1,97 m             | Bob van Osdel                                                           | 1,97 m       | Simeon Toribio                                                              | 1,97 m                    | Classifica completa |
| Salto con l'asta | Bill Miller                                                    | 4,315 m            | Shūhei Nishida                                                          | 4,30 m       | George Jefferson                                                            | 4,20 m                    | Classifica completa |
| Salto in lungo | Ed Gordon                                                      | 7,64 m             | Lambert Redd                                                            | 7,60 m       | Chūhei Nanbu                                                                | 7,45 m                    | Classifica completa |
| Salto triplo | Chūhei Nanbu                                                   | 15,72 m            | Erik Svensson                                                           | 15,32 m      | Kenkichi Ōshima                                                             | 15,12 m                   | Classifica completa |
| Getto del peso | Leo Sexton                                                     | 16,005 m           | Harlow Rothert                                                          | 15,675 m     | František Douda                                                             | 15,61 m                   | Classifica completa |
| Lancio del disco | John Anderson                                                  | 49,49 m            | Henri Laborde                                                           | 48,47 m      | Paul Winter                                                                 | 47,85 m                   | Classifica completa |
| Lancio del martello | Pat O'Callaghan                                                | 53,92 m            | Ville Pörhölä                                                           | 52,27 m      | Peter Zaremba                                                               | 50,33 m                   | Classifica completa |
| Lancio del giavellotto | Matti Järvinen                                                 | 72,71 m            | Matti Sippala                                                           | 69,80 m      | Eino Penttilä                                                               | 68,70 m                   | Classifica completa |
| Decathlon | James Bausch                                                   | 8.462,23 p.        | Akilles Järvinen                                                        | 8.292,48 p.  | Wolrad Eberle                                                               | 8.030,80 p.               | Classifica completa |
| Staffetta 4×100 m | Stati Uniti Bob Kiesel Hector Dyer Emmett Toppino Frank Wykoff | 40"0 (40"10)       | Germania Friedrich Hendrix Erich Borchmeyer Arthur Jonath Helmut Körnig | 40"9         | Italia Giuseppe Castelli Gabriele Salviati Ruggero Maregatti Edgardo Toetti | 41"2                      | Classifica completa |
| Staffetta 4×400 m | Stati Uniti Ivan Fuqua Edgar Ablowich Karl Warner Bill Carr    | 3'08"2 (3'08"14)   | Regno Unito Crew Stoneley Tommy Hampson David Burghley Godfrey Rampling | 3'11"2       | Canada Jimmy Ball Ray Lewis Phil Edwards Alex Wilson                        | 3'12"8                    | Classifica completa |
| record mondiale; record olimpico; record mondiale stagionale; record africano; record asiatico; record europeo; record nord-centroamericano e caraibico; record sudamericano; record oceaniano; record nazionale; record personale; record personale stagionale. |                                                                |                    |                                                                         |              |                                                                             |                           |                     |